# شيغه-رو سوزوكي
شيغه-رو سوزوكي (باليابانية: 鈴木茂؛ بالكانا: すずき しげる) هو منتج أسطوانات وكاتب أغاني وموسيقي ياباني، ولد في 20 ديسمبر 1951 في سيتاغايا في اليابان.

## وصلات خارجية
- الموقع الرسمي
- شيغه-رو سوزوكي على موقع IMDb (الإنجليزية)
- شيغه-رو سوزوكي على موقع ميوزك برينز (الإنجليزية)
- شيغه-رو سوزوكي على موقع أول ميوزيك (الإنجليزية)
- شيغه-رو سوزوكي على موقع ديسكوغز (الإنجليزية)